# Поляков Василь Вікторович
Васи́ль Ві́кторович Поляко́в (1991—2014) — старший сержант, Державна прикордонна служба України, 10-й мобільний прикордонний загін, учасник російсько-української війни.

## З життєпису
Народився 1991 року в селі Дмитрівка Одеської області. 2009 року закінчив Дмитрівську загальноосвітню школу; у 2009—2010 роках проходив строкову військову службу в лавах ЗСУ.
Служив за контрактом в Державній прикордонній службі України. Курсант Навчального центру підготовки молодших спеціалістів ДПСУ; по тому — інспектор прикордонної служби І категорії — начальник групи відділення спеціальної техніки 10-го мобільного прикордонного загону.
Загинув 11 липня 2014 року внаслідок ракетної атаки біля Зеленопілля. Позиції опорного пункту українських сил, де розмістилися підрозділи 24-ї механізованої, 72-ї механізованої, 79-ї аеромобільної бригад і мотоманеврена група прикордонників в Луганській області були обстріляні з установки «Град» приблизно о 4:30 ранку. Тоді ж полягли Ігор Момот, Олег Глущак, Анатолій Луцко, Дмитро Сирбу, Вільгельм Штолцель.
14 липня 2014 року похований в селі Дмитрівка Кілійського району.
Без Василя лишились батьки, сестра та наречена.

## Нагороди та вшанування
- 15 липня 2014 року — за особисту мужність і героїзм, виявлені у захисті державного суверенітету та територіальної цілісності України, вірність військовій присязі під час російсько-української війни, відзначений — нагороджений орденом «За мужність» III ступеня (посмертно).

15 жовтня 2015 року на будівлі Дмитрівської загальноосвітньої школи, де навчався Василь Поляков, було відкрито меморіальну дошку на його честь.
- міжнародний турнір серед спецпризначенців пам'яті Василя Полякова[2]